# Kranepuhl (Planetal)
Kranepuhl ist ein Ortsteil der Gemeinde Planetal im Landkreis Potsdam-Mittelmark in Brandenburg. Der Ort gehört dem Amt Niemegk an.

## Lage
Kranepuhl liegt im Hohen Fläming, etwa acht Kilometer westlich von Niemegk und acht Kilometer südlich von Bad Belzig. Umliegende Ortschaften sind der zur Stadt Bad Belzig gehörende Ortsteil Preußnitz im Norden, Dahnsdorf im Osten, der Niemegker Ortsteil Lühnsdorf im Südosten, der zur Gemeinde Rabenstein/Fläming gehörende Gemeindeteile Buchholz b. Niemegk im Süden, die zu Wiesenburg/Mark gehörenden Ortsteile Grubo im Südwesten und Borne im Westen sowie die Stadt Bad Belzig im Nordwesten und Norden. Im Südwesten befindet sich der überwiegende Teil der wüsten Feldmark Lüttgen Lühnsdorf.
Durch Kranepuhl verlaufen die Kreisstraßen 6927 und 6930. Die Bundesstraße 102 liegt etwa fünf Kilometer östlich des Ortes, die nächstgelegene Anschlussstelle an die Bundesautobahn 9 (Niemegk) ist etwa sieben Kilometer entfernt.

## Geschichte und Etymologie

### 13. bis 15. Jahrhundert

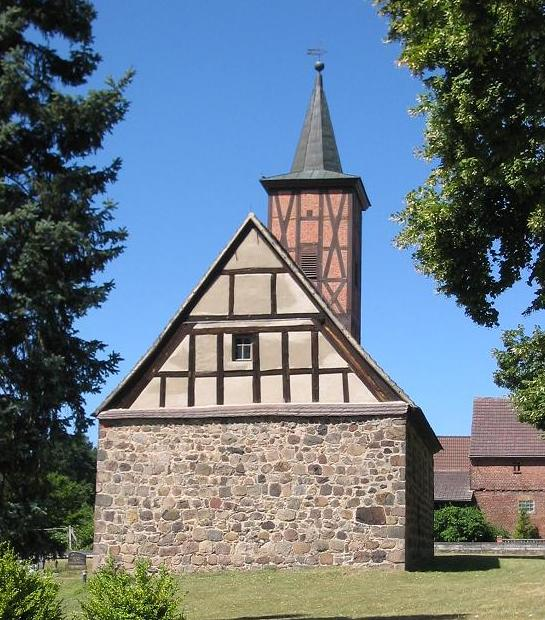
Dorfkirche in Kranepuhl

Kranepuhl wurde erstmals indirekt im Jahr 1237 durch einen Helmvicus de Cranepule erwähnt. Die erste urkundliche Erwähnung des Dorfes datiert auf das Jahr 1304 als Cranepule. Der Ortsname leitet sich aus dem niederdeutschen Wort Kranepul ab, was Siedlung am Kranichpfuhl bedeutet. Im Jahr 1330 erschien ein Joh(anne)es cranepul in Treuenbrietzen. Die Bezeichnung Cranepuhl ging auf die Jahre 1419/1420 zurück. Es gab zu dieser Zeit einen Richter, der 1 1⁄2 Schock an Abgaben leistete (1388) und die Gerichtsbarkeit sowie vier Hufen besaß (1419/1420). Das Dorf mit Ober- und Untergerichtsbarkeit (1506) gehörte von vor 1426 zunächst zum Amt Belzig und ab 1552 zum Amt Belzig-Rabenstein. Das Kirchenpatronat besaß das Gut Dahnsdorf. Sie hielten außerdem einen Hof mit drei Hufen (1326) bzw. einen Drei- und einen Einhufner (1538) bzw. zwei Hufner und einen Häusler (1837). Die von Preußnitz besaßen von vor 1388 bis 1526 die Hebungen aus drei Höfen. Ihr Anteil ging 1526 bis nach 1554 an die von Brück. Für das Jahr 1496 sind sieben Steuerpflichtige nach Reichstürkenhilfe (darunter der Dorfschulze) benannt; weiterhin eine Person Gesinde.

### 16. Jahrhundert
Kranepuhl zählte im Jahr 1506 insgesamt elf Einwohner: Der Richter besaß die Gerichtsbarkeit sowie vier Lehnhufen, besaß eine Wiese und zinste von einer Hufe. Sechs Einwohner zinsten vom Erbe, einer besaß eine Wiese, ein anderer war zu Handdiensten verpflichtet. Zwei Einwohner waren mit der Untergerichtsbarkeit der Komtur verbunden. Die Küsterei erhielt 1530 insgesamt 31 Scheffel Roggen. Es gab zu dieser Zeit sieben Hufner und drei Kossäten. Ausweislich einer Statistik aus dem Jahr 1550 gab es 12 besessene Mann, darunter drei Gärtner. Der Richter besaß ein Haus, Hof und vier freie Lehnhufe. Vier Einwohner hatten ein Haus, Hof und je drei Erbhufe, ein Einwohner besaß vier Erbhufe. Ein anderer Einwohner hatte ein Haus, Hof und eine Hufe; einer ein Haus, Hof und eine wüste Hufe. Ein Einwohner besaß ein kleines „böses Häuslein“. Der Hirte kümmerte sich um vier Kühe, 58 Schafe und 35 Lämmer. Außerdem gab es zwei Knechte und eine Magd sowie eine Fläche von 33 1⁄2 Mg Wiese. Fünfzehn Jahre später standen im Dorf 10 Häuser und Höfe; es gab einen Kossätenhöf. Der Hirte besaß zwei Kühe, ein Rind, acht Schafe und ein Schwein. Kranepuhl war 26 Dorfhufen groß, dazu zwei wüste Lüttgen Lühnsdorfer freie Hufe, 20 wüste Hufe, ein Stück Acker die Straße genannt und 47 Mg Wiese. Dem Pfarrer standen im Jahr 1575 insgesamt 30 Mandeln Roggen, 24 Mandeln Gerste, 15 Mandeln Hafer, 4 Mandeln Heidekorn als Zehnt zu. Der Küster bekam 30 Scheffel Korn, darunter auch welches, das auf der wüsten Feldmark Lüttgen Lühnsdorf angebaut wurde. Der Kirche selbst standen 1575 ein, 1591 zwei Morgen Wiese zu. Im Dorf lebten mittlerweile neun Hufner und drei Kossäten. 1591 hatte Kranepuhl 52 Hufen.

### 17. Jahrhundert
Im Dreißigjährigen Krieg wurde das Dorf schwer verwüstet. Im Jahr 1640 lagen von acht Hufnerhöfen sechs wüst, ebenso der Halbhufnerhof. Von den drei Kossätenhöfen lagen zwei wüst; der Hirte hatte das Dorf ebenfalls verlassen. In den Folgejahren erholte sich das Dorf: 1661 waren von den acht Hufnerhöfen nur noch zwei wüst; die Hufen wurden jedoch ein wenig genutzt. Gleiches galt für den Halbhufnerhof, der zwar ebenfalls noch wüst lag, dessen Hufen aber auch ein wenig genutzt wurden. Von den drei Kossätenhöfen lag noch einer wüst. Die Wiesenfläche war auf 52 1⁄2 Mg angewachsen, nachdem 16 Mg neu zugemessen worden waren. Eine Statistik von 1676 zählte sieben Anspänner oder Hufner, vier Halbhufner und Kossäten sowie 26 Erbhufen und 21 wüste Hufen. Detaillierte Angaben liegen aus dem Jahr 1682 vor. Demzufolge besaß der Schulze vier Lehnhufen und zwei wüste Lüttgen Lühnsdorfer Hufen. Es gab fünf Vierdorfhufner, von denen vier je zwei wüste und einer eine wüste Lüttgen Lühnsdorfer Hufe besaß. Außerdem gab es je einen Dreidorfhufner, einen Zweidorfhufner und einen Einerbhufner, die weitere wüste Hufen bewirtschafteten. Die Kossäten verfuhren ebenso und bewirtschafteten zusätzlich bis zu zwei wüste Hufen.

### 18. Jahrhundert
Im Jahr 1701 lebten im Dorf acht Hufner, ein Halbhufner, drei Kossäten und ein Hirte, die gemeinsam 88 Mg Wiese bewirtschafteten; 1718 waren es acht Hufner und drei Kossäten, die auf 53 Hufen einschließlich 23 wüsten Markhufen insgesamt 249 Dresdner Scheffel Aussaat ausbrachten: auf jede Dorfhufe sechs Scheffel auf jede wüste Hufe drei Scheffel. Eine Statistik aus dem Jahr 1743 führte sechs Vierhufner (darunter den Schulzen), einen Dreihufner, einen Zweihufner und einen Einhufner auf. Im Jahr 1764 waren es ein Fünfeinhalbhufner, vier Fünfhufner (darunter der Schulze!), ein Viereinhalbhufner, ein Dreieinhalbhufner, zwei Dreihufner und zwei Einhufner. 1777 gab es im Ort zehn Hufner und einen Kossäten, wobei eine Person etwa 10 Hektar Land besaß.

### 19. Jahrhundert
Eine Statistik aus dem Jahr 1806 führte für das Dorf einen Fünfeinhalbhufner, vier Fünfhufner, einen Viereinhalbhufner, einen Dreieinhalbhufner, zwei Dreihufner und zwei Einhufner auf. Außerdem gab es einen Häusler. Das Dorf bestand im Jahr 1837 aus 19 Wohnhäusern. Es war 1858 insgesamt 3065 Mg groß: 39 Mg Gehöfte, 27 Mg Gartenland, 2272 Mg Acker, 179 Mg Wiese, 57 Mg Weide, 491 Mg Wald. Darauf standen fünf öffentliche, 18 Wohn- und 45 Wirtschaftsgebäude.

### 20. und 21. Jahrhundert
Zur Jahrhundertwende war Kranepuhl 794 Hektar (ha) groß und bestand aus 26 Häusern; 1931 waren es 34 Wohnhäuser mit 39 Haushaltungen auf 795 ha. Acht Jahre später gab es 17 land- und forstwirtschaftliche Betriebe mit einer Größe zwischen 20 und 100 ha. Weitere 13 Betriebe waren zwischen 10 und 20 ha, zwei zwischen 0,5 und 5 ha groß.
Nach dem Zweiten Weltkrieg wurden im Rahmen der Bodenreform 1946 insgesamt 107 ha enteignet: 46,42 ha Acker, 3 ha Wiese, 43,67 ha Wald und 13,91 ha Ödland. Zusammen mit einer Zulage von 45,5 ha aus der Gemeinde Klein Glien gingen davon 48,5 ha an 14 Bauern, 77 ha an acht Siedler, 24,5 ha an die Gemeinde und 2,5 ha an die Stadt Belzig. Kranepuhl gehörte seit jeher zum Königreich Preußen und lag dort im Regierungsbezirk Potsdam. Am 25. Juli 1952 wurde die Gemeinde dem damals neu gebildeten Kreis Belzig im Bezirk Potsdam zugeordnet. Im Jahr 1954 gründete sich eine LPG Typ III mit 22 Mitgliedern und 214 ha Fläche, die bis 1960 auf 63 Mitglieder und 533 ha Fläche angewachsen war. Diese wurde 1974 an die LPG Typ III Buchholz bei Niemegk angeschlossen. Außerdem gab es eine LPG Typ I mit 15 Mitgliedern und 93 ha Fläche, die 1963 an die LPG Typ III angeschlossen wurde; diese bestand 1973 fort.
Nach der Wende lag Kranepuhl im Landkreis Belzig in Brandenburg und schloss sich zum 11. Februar 1992 dem Amt Niemegk an. Nach der Kreisreform in Brandenburg am 6. Dezember 1993 kam die Gemeinde Kranepuhl schließlich zum neu gebildeten Landkreis Potsdam-Mittelmark. Zum 1. Juni 2002 wurde Kranepuhl zusammen mit den bis dahin ebenfalls eigenständigen Gemeinden Dahnsdorf, Mörz und Locktow zu der neuen Gemeinde Planetal zusammengeschlossen.

## Bevölkerungsentwicklung
| 1875 | 131 | 1939 | 176 | 1981 | 161 |
| 1890 | 126 | 1946 | 258 | 1985 | 160 |
| 1910 | 183 | 1950 | 244 | 1989 | 164 |
| 1925 | 167 | 1964 | 175 | 1995 | 163 |
| 1933 | 181 | 1971 | 164 | 2001 | 152 |

## Kultur und Sehenswürdigkeiten
- Die Dorfkirche Kranepuhl stammt im Kern aus dem Beginn des 13. Jahrhunderts. Im Jahr 1588 erhielt die Kirche eine neue Glocke. Zwischen 1720 und 1959 wurde die Kirche mehrfach umfassend saniert. In den Jahren 1993/1994 musste der Kirchturm wegen Einsturzgefahr abgerissen werden. Bis 1995 wurde der Turm wiederhergestellt.

## Nachweise
1. ↑  Gemeinde- und Ortsteilverzeichnis. In: geobasis-bb.de. Landesvermessung und Geobasisinformation Brandenburg, archiviert vom Original (nicht mehr online verfügbar) am 16. August 2017; abgerufen am 15. Juli 2017.  Info: Der Archivlink wurde automatisch eingesetzt und noch nicht geprüft. Bitte prüfe Original- und Archivlink gemäß Anleitung und entferne dann diesen Hinweis.
2. ↑  Kranepuhl. In: fu-berlin.de. Abgerufen am 15. Juli 2017.
3. ↑  Kranepuhl. In: amt-niemegk.de. Amt Niemegk, abgerufen am 15. Juli 2017.
4. ↑  Kranepuhl im Geschichtlichen Ortsverzeichnis. Abgerufen am 15. Juli 2017.
5. ↑  Historisches Gemeindeverzeichnis des Landes Brandenburg 1875 bis 2005. (PDF; 331 kB) Landkreis Potsdam-Mittelmark. Landesbetrieb für Datenverarbeitung und Statistik Land Brandenburg, Dezember 2006, abgerufen am 15. Juli 2017.